# De clementia
De clementia (Nederlands: Over de clementie) is een boek geschreven door Seneca de Jongere omstreeks het jaar 55. 

## Inhoud
De stoïcijnse filosoof richtte het werk aan zijn 17-jarige pupil Nero, die in die tijd de keizerstroon besteeg. Het was een vorstenspiegel die hem het belang van clementie wilde inprenten (ook vertaald als mildheid, toegeeflijkheid en genade). Aan de hand van goede (Augustus) en slechte voorbeelden (Caligula, Claudius) laat Seneca zien dat heersers zich moeten matigen bij het bepalen en uitvoeren van straffen. Met Caligula liep het slecht af, ondanks zijn woord Oderint dum metuant ("laat ze maar haten, zolang ze vrezen"). De onafgewerkte aard van De clementia wordt soms in verband gebracht met de verdachte dood van Nero's stiefbroer Britannicus op 15 februari 55: dit zou een klimaat hebben geschapen waarin Seneca voltooiing zinloos achtte.

## Receptie
Macchiavelli was het niet eens met Seneca en draaide zijn advies om. Ook de jonge Calvijn schreef een uitvoerige commentaar op De clementia.

## Uitgave
- Susanna Braund, Seneca: De Clementia, 2011. ISBN 9780199607808 (Latijns-Engelse editie)

## Nederlandse vertalingen
- Seneca. Vragen en antwoorden, vert. Cornelis Verhoeven, 1983. ISBN 9789026305771
- Seneca. Dialogen, vert. Tjitte H. Janssen, 1996. ISBN 9789053522509
- Seneca. Woede & genade, vertaald, ingeleid en van aantekeningen voorzien door Piet Schrijvers, 2016. ISBN 9789065546302 (heruitgegeven in 2020 als Woede & clementie)